# Ricardo Nunes (homme politique)
Ricardo Luis Reis Nunes, né le 13 novembre 1967 à São Paulo, est un homme d'affaires et un homme politique brésilien, membre du Mouvement démocratique brésilien (MDB). 
Il exerce la fonction de maire de São Paulo depuis le 16 mai 2021 à la suite du décès de Bruno Covas, dont il était l'adjoint.

## Biographie

### Carrière politique
Il devient vice-maire de São Paulo en octobre 2020 à la suite d'un accord entre son parti, le MDB, et le Parti de la social-démocratie brésilienne (PSDB). Atteint d'un cancer, le maire Bruno Covas meurt en mai 2021, permettant à Ricardo Nunes d'occuper à son tour la fonction. 
Sa gestion est marquée par une forte augmentation de l'insécurité et du nombre de sans-abri, tandis qu'il est mis en cause dans plusieurs enquêtes pour détournement de fonds publics. Début 2024, à la fin de son mandat, seuls 17 % des habitants de São Paulo jugent positivement son action. 
Briguant un deuxième mandat aux élections municipales de 2024, il se rapproche de l'extrême droite pendant la campagne. Son colistier, choisi par Jair Bolsonaro, est Ricardo Nascimento de Mello Araujo, un ancien colonel de la police militaire. 

### Controverses
Il est mis en cause dans des affaires de favoritisme supposé concernant des crèches de São Paulo. L’une des entreprises qui a fait sa fortune a été prestataire pour leur compte, et il est également propriétaire de bâtiments loués par les gestionnaires de ces établissements.
Son épouse dépose une main courante en 2011, l'accusant d’agressions et de menaces.